# デニス・オリーニク
デニス・ヴィクトロヴィチ・オリーニク（ウクライナ語:Дени́с Ви́кторович Оле́йник、ラテン文字:Denys Viktorovyč Olijnyk、1987年6月16日 - ）は、ウクライナ・ザポリージャ出身の元同国代表サッカー選手。現役時代のポジションはMF。

## 経歴
2004年からFCディナモ・キーウのユースチームに所属し、2006年にトップチームに昇格した。2007年にFCナフトビク・オフティルカ、2008年7月にFCアルセナル・キエフに期限付き移籍した。2009年にメタリスト・ハルキウに移籍した。2011年7月、FCドニプロに加入した。2014年5月26日、フィテッセに移籍した。2016年8月9日、SVダルムシュタット98に移籍した。
2025年1月、現役引退を表明した。

## 代表歴
ウクライナ代表として2010年にデビューを果たした。